# The End of Love
The End of Love é um filme americano de 2012, um drama escrito e dirigido por Mark Webber e estrelado por Michael Cera, Amanda Seyfried e pelo próprio Webber. Seu roteiro está centrado na relação entre um jovem pai e seu filho recém-nascido após a morte da mãe do menino.

## Elenco
- Mark Webber como Mark
- Shannyn Sossamon como Lydia
- Michael Cera como Lucas
- Amanda Seyfried como Rachel